# Sal ácido
Define-se por sal ácido ou hidrogenossal, os sais resultantes da neutralização parcial de um ácido. Por exemplo, na preparação de sulfato de sódio (Na2SO4) uma certa quantidade de hidróxido de sódio (NaOH) é necessária para neutralizar o ácido sulfúrico (H2SO4) para produzir este sal. Quando prepara-se hidrogeno sulfato de sódio (NaHSO4, um sal ácido), metade da quantidade requerida de hidróxido de sódio para a neutralização é usada.
Em termos de equações, temos a neutralização completa:
H2SO4 + 2 NaOH → Na2SO4 + 2 H2O
E a neutralização parcial:
H2SO4 + NaOH → NaHSO4 + H2O
Tais compostos podem atuar como um ácido ou como uma base: Adição de um ácido irá restaurar em um cátion, e adição de uma base restaurar um ânion.
Exemplos:
O acréscimo de HCl ( HCl → H+ + Cl- )
NaHCO3 + H+ → Na+ + H2CO3
(Com Na+ + Cl- → NaCl e posterior H2CO3  → H2O + CO2 )
O acréscimo de NaOH ( NaOH →  Na+ + OH- )
NaHCO3 + Na+ → H+ + Na2CO3
(Com H+ + OH- → H2O )
O pH final de uma solução de um sal ácido irá depender da constante de equilíbrio envolvida, e onde o íon é um melhor doador ou receptor de próton. Uma comparação entre a Kb e Ka irá indicar isto: se Kb > Ka, a solução irá ser básica, e se Kb < Ka, a solução irá ser ácida.
Exemplos de sais básicos incluem: hidrogeno sulfato de sódio (bissulfato) (NaHSO4), hidrogeno carbonato de sódio (bicarbonato) (NaHCO3), hidrogeno sulfeto de sódio (NaHS), e fosfatase (uma classe de enzimas).